# Gran Premi de Mònaco del 1959
Resultats del Gran Premi de Mònaco de Fórmula 1 de la temporada 1959, disputat al circuit urbà de Montecarlo el 10 de maig del 1959.

## Resultats de la cursa
| Pos | No | Pilot                    | Equip             | Voltes | Temps/ Retir. | Pos. de sort. | Punts |
| --- | -- | ------------------------ | ----------------- | ------ | ------------- | ------------- | ----- |
| 1   | 24 | Jack Brabham             | Cooper - Climax   | 100    | 2h 55' 51. 3  | 3             | 8     |
| 2   | 50 | Tony Brooks              | Ferrari           | 100    | + 20.4 s      | 4             | 6     |
| 3   | 32 | Maurice Trintignant      | Cooper - Climax   | 98     | + 2 Voltes    | 6             | 4     |
| 4   | 48 | Phil Hill                | Ferrari           | 97     | + 3 Voltes    | 5             | 3     |
| 5   | 22 | Bruce McLaren            | Cooper - Climax   | 96     | + 4 Voltes    | 13            | 2     |
| 6   | 38 | Roy Salvadori            | Cooper - Maserati | 83     | + 17 Voltes   | 8             |       |
| Ret | 30 | Stirling Moss            | Cooper - Climax   | 81     | Transmissió   | 1             |       |
| Ret | 20 | Ron Flockhart            | BRM               | 64     | Virolla       | 10            |       |
| Ret | 16 | Harry Schell             | BRM               | 48     | Accident      | 9             |       |
| Ret | 18 | Jo Bonnier               | BRM               | 44     | Frens         | 7             |       |
| Ret | 46 | Jean Behra               | Ferrari           | 24     | Motor         | 2             |       |
| Ret | 40 | Graham Hill              | Lotus - Climax    | 21     | Foc           | 14            |       |
| Ret | 26 | Masten Gregory           | Cooper - Climax   | 6      | Caixa canvi   | 11            |       |
| Ret | 6  | Wolfgang von Trips       | Porsche           | 1      | Col·lisió     | 12            |       |
| Ret | 52 | Cliff Allison            | Ferrari           | 1      | Col·lisió     | 15            |       |
| Ret | 44 | Bruce Halford            | Lotus - Climax    | 1      | Col·lisió     | 16            |       |
| NVQ | 34 | Ivor Bueb                | Cooper - Climax   |        |               |               |       |
| NVQ | 54 | Giorgio Scarlatti        | Maserati          |        |               |               |       |
| NVQ | 12 | Alain de Changy          | Cooper - Climax   |        |               |               |       |
| NVQ | 10 | Lucien Bianchi           | Cooper - Climax   |        |               |               |       |
| NVQ | 4  | Maria Teresa de Filippis | Porsche           |        |               |               |       |
| NVQ | 42 | Pete Lovely              | Lotus - Climax    |        |               |               |       |
| NVQ | 14 | Jean Lucienbonnet        | Cooper - Climax   |        |               |               |       |
| NVQ | 56 | André Testut             | Maserati          |        |               |               |       |

## Altres
- Pole: Stirling Moss 1' 39. 6
- Volta ràpida: Jack Brabham 1' 40. 4 (a la volta 83)